# Forma (filosofia)
Na filosofia, forma, no grego antigo eidos, derivado de idein - ver, ou também, a forma sensível de uma coisa, próximo de morphe.
Filósofos gregos como Platão e Aristóteles utilizavam eidos para denominar a infra-estrutura de uma coisa, ou sua forma inteligível, a configuração capturada pelo intelecto. Que serve de objeto do conhecimento.